# Koncelebration
Koncelebration innebär att två eller flera präster tillsammans celebrerar (firar) nattvarden vid altaret. En av de deltagande prästerna är huvudcelebrant och de övriga medhjälpare, koncelebranter.